# Eurytoma iranica
Eurytoma iranica is een vliesvleugelig insect uit de familie Eurytomidae. De wetenschappelijke naam is voor het eerst geldig gepubliceerd in 1999 door Narendran & Lotfalizadeh.